# Vanessa Feliciano
Vanessa Feliciano Ebert est une joueuse d'échecs brésilienne née dans la ville de Rio do Sul dans l'Etat de Santa Catarina le 1er juin 1990 . Elle est maître international féminin depuis 2013.

## Biographie

### Débuts dans les championnats de jeunes
Elle fait ses débuts dans les tournois d'échecs officiels en 1998, à l'âge de huit ans, remportant le championnat féminin des moins de 10 ans de l'Etat de Santa Catarina. Quelques jours plus tard, elle devient vice-championne brésilienne dans la même catégorie d'âge. Depuis, elle accumule 12 titres d'État fédéré et 5 titres nationaux dans les différentes catégories de jeunes, les plus significatives étant ses victoires lors du championnat mixte des jeunes à Santa Catarina (à Blumenau en 2006) et au championnat national des jeunes du Brésil, organisé à Taubaté la même année.
Elle remporte aussi, à seulement onze ans, un titre de championne de l’État de Santa Catarina, en 2001,,.

### Palmarès à l'âge adulte
Elle participe à plus de neuf championnats brésiliens d'échecs féminins, remportant deux victoires consécutives (en 2009 et 2010), puis en 2013 et 2014.

### Rencontres lors des olympiades pour le Brésil
Elle représente le Brésil lors de plusieurs championnats sud-américains, panaméricains et mondiaux et aussi lors de l'Olympiade d'échecs de Dresde en 2008. Elle y occupe le deuxième échiquier de l'équipe nationale féminine. Elle est au premier lors de l'olympiade de 2012.